# شعيب الحمر كبير
شعيب الحمر كبير قرية سوريّة تتبع إداريّاً لمحافظة حلب منطقة منبج ناحية خفسة، بلغ تعداد سكانها (405) نسمة حسب التعداد السكاني لعام 2004.